# گوانگشی ۲۶۵۵
سیارک ۲۶۵۵ (به انگلیسی: 2655 Guangxi، نامگذاری:1974XX) دو هزار و ششصد و پنجاه و پنجمین سیارک کشف شده‌است که در ۱۴ دسامبر ۱۹۷۴ کشف شد.
قدر مطلق سیارک برابر ۱۱٫۲۰ است.